# Salmoneus (geslacht)
Salmoneus is een geslacht van kreeftachtigen uit de klasse van de Malacostraca (hogere kreeftachtigen).

## Soorten
- Salmoneus alpheophilus Anker & Marin, 2006
- Salmoneus armatus Anker, 2010
- Salmoneus arubae (Schmitt, 1936)
- Salmoneus auroculatus Anker & Marin, 2006
- Salmoneus babai Miyake & Miya, 1966
- Salmoneus brevirostris (Edmondson, 1930)
- Salmoneus brucei Komai, 2009
- Salmoneus bruni Banner & Banner, 1966
- Salmoneus caboverdensis Dworschak, Anker & Abed-Navandi, 2000
- Salmoneus camaroncito Anker, 2010
- Salmoneus carvachoi Anker, 2007
- Salmoneus cavicolus Felder & Manning, 1986
- Salmoneus colinorum De Grave, 2004
- Salmoneus cristatus (Coutière, 1897)
- Salmoneus degravei Anker, 2010
- Salmoneus depressus Anker, 2011
- Salmoneus erasimorum Dworschak, Anker & Abed-Navandi, 2000
- Salmoneus excavatus Anker, 2011
- Salmoneus falcidactylus Anker & Marin, 2006
- Salmoneus gracilipes Miya, 1972
- Salmoneus hilarulus (de Man, 1910)
- Salmoneus hispaniolensis Anker, 2010
- Salmoneus jarli (Holthuis, 1951)
- Salmoneus kekovae Grippa, 2004
- Salmoneus komaii Anker, 2011
- Salmoneus latirostris (Coutière, 1897)
- Salmoneus mauiensis (Edmondson, 1930)
- Salmoneus nhatrangensis Anker & Marin, 2006
- Salmoneus ortmanni (Rankin, 1898)
- Salmoneus paulayi Anker, 2011
- Salmoneus pinguis Komai & Anker, 2012
- Salmoneus poupini Anker, 2011
- Salmoneus pusillus Anker & Marin, 2006
- Salmoneus rocas Anker, 2007
- Salmoneus rostratus Barnard, 1962
- Salmoneus serratidigitus (Coutière, 1897)
- Salmoneus seticheles Anker, 2003
- Salmoneus setosus Manning & Chace, 1990
- Salmoneus sibogae de Man, 1910
- Salmoneus singaporensis Anker, 2003
- Salmoneus sketi Fransen, 1991
- Salmoneus tafaongae Banner & Banner, 1966
- Salmoneus teres Manning & Chace, 1990
- Salmoneus tricristatus Banner, 1959
- Salmoneus wehrtmanni Anker, 2010